# Santana (São Tomé och Príncipe)
Santana är en ort i distriktet Cantagalo i São Tomé och Príncipe. Den hade 6 228 invånare år 2001.